# Еми Јамамото
Еми Јамамото (јап. 山本 絵美; 9. март 1982) јапанска је фудбалерка.

## Репрезентација
За репрезентацију Јапана дебитовала је 2003. године. Са репрезентацијом Јапана наступала је на Олимпијским играма 2004. године и на Светском првенству 2003. године. За тај тим одиграле је 22 утакмица и постигла  4 гола.

## Статистика
| Јапан  | Јапан | Јапан |
| Год.   | Ута.  | Гол.  |
| ------ | ----- | ----- |
| 2003   | 14    | 1     |
| 2004   | 8     | 3     |
| Укупно | 22    | 4     |